# Интерметаллиды

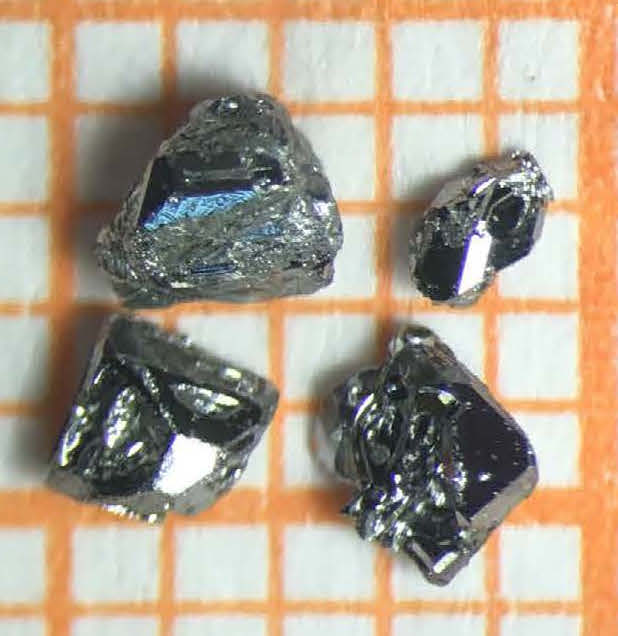
Интерметаллид (Cr_{11}Ge_{19})

Интерметалли́д (интерметаллическое соединение) — химическое соединение двух или более металлов. Интерметаллиды, как и другие химические соединения, имеют фиксированное соотношение между компонентами.

## Общие сведения
Для интерметаллидов характерна преимущественно металлическая связь между атомами в решётке, однако существуют интерметаллиды с ионным (например, аурид цезия CsAu) и ковалентным типами химической связи, а также промежуточные случаи (ионно-металлическая и ковалентно-металлическая связь). Интерметаллиды часто являются частным случаем металлидов (при наличии только металлической связи).
Интерметаллиды обладают, как правило, высокой твёрдостью и высокой химической стойкостью. Очень часто интерметаллиды имеют более высокую температуру плавления, чем исходные металлы. Многие интерметаллиды менее пластичны, чем исходные металлы, и сообщают повышенную хрупкость сплавам, в структуру которых они входят, так как связь между атомами в решётке в них является переходной от металлической к ковалентной или ионной.
Некоторые из интерметаллидов имеют полупроводниковые свойства, причём, чем ближе к стехиометрии соотношение элементов, тем выше электрическое сопротивление. Никелид титана, известный под маркой «нитинол», обладает памятью формы — после закалки изделие может быть деформировано механически, но примет исходную форму при небольшом нагреве.
Некоторые из металлов могут реагировать друг с другом очень активно. Например, реакция цинка и никеля при температурах выше 1000 °C носит взрывной характер.
В паянных соединениях, где контактируют разные по химическому составу металлы, постепенное образование интерметаллидов приводит к образованию пор, что является одной из причин ослабления механической прочности контакта и ухудшения электрических характеристик.

## Примеры интерметаллидов
- Фазы Лавеса.
- Металлы кагоме (FeSn, Fe3Sn2, Co2MnGa, CsV3Sb5 и др.)
- Магниевые интерметаллиды: MgZn (цинкмагний); MgY (иттриймагний); MgTl (таллиймагний); AgMg (магнийсеребро); Mg2Ge (германийдимагний); Mg2Sn (оловодимагний); Mg3Sb2 (дисурьматримагний).
- Натрий-оловянные интерметаллиды: NaSn3 (триоловонатрий); NaSn2 (диоловонатрий); NaSn (оловонатрий); Na4Sn3 (триоловотетранатрий); Na2Sn (оловодинатрий); Na4Sn (оловотетранатрий).
- AuPb2 (дисвинецзолото) — между позолоченными контактами и свинцовосодержащим припоем[3][4]; оловянно-медные интерметаллиды (Cu6Sn5, Cu3Sn)[3][5].
- Другие: Au4Al (алюминийтетразолото); Cu2MnAl (алюминиймарганецдимедь); Cu9Al4 (тетраалюминийнонамедь); NiTe2SmCo5 (пентакобальтсамарийдителлурникель); Fe3Ni (никельтрижелезо); Ni2In (индийдиникель); LaNi5 (пентаникельлантан); CeMg12 (додекамагнийцерий); Nb3Sn (оловотриниобий); Ni3Al (алюминийтриникель); Ni3Nb (ниобийтриникель); Ti3Al (алюминийтрититан); Al2Cu (медьдиалюминий); K4Pb (свинецтетракалий) и многие другие.
- Ауриды: CsAu; NaAu2.
- Полониды: PbPo (полонийсвинец), YPo (полонийиттрий), NaPo (полонийнатрий), CaPo (полонийкальций), CdPo (полонийкадмий), LuPo (полонийлютеций). Обладают очень высокой радиоактивностью и радиотоксичностью
- Интерметаллиды лития и палладия